# Upplands runinskrifter 702
Upplands runinskrifter 702 är ett vikingatida fragment av en ristad sten av ljusgrå granit i Kynge, Veckholms socken och Enköpings kommun. Stenen har inga runor utan är rent ornamental med ett halvt kors bevarat. Dess mått är 0,56 gånger 1,02 meter. Möjligen har stenen ingått i samma monument som U 700 och U 701.